# Scirtes humeralis
Scirtes humeralis är en skalbaggsart som beskrevs av Horn. Scirtes humeralis ingår i släktet Scirtes och familjen mjukbaggar. Inga underarter finns listade i Catalogue of Life.